# Reptiliomorpha
Reptiliomorpha je klada koja se sastoji od amniota i onih tetrapoda koji imaju novijeg zajedničkog pretka sa amniotima nego sa živim vodozemcima (lissamphibia). Ovu grupu su definisali Mišel Laurin (2001), i Valin i Laurin (2004) kao najveći kladus koji obuhvata Homo sapiens, ali ne Ascaphus truei.